# Линия 3 (Стамбульский метрополитен)
Линия 3 "Бакыркёй Сахил - Центр Каяшехира" (тур. M3 Bakırköy Sahil - Kayaşehir Merkez) — одна из 10 линий Стамбульского метро. На картах обозначается голубым цветом. Проходит в европейской части города.

## История
Строительство линии началось в 2006 году. К 2009 году все тоннели были построены. Подвижной состав для линии был доставлен в 2010 году. Светофоры и специальные сигналы были смонтированы в 2012 году. В июне 2013 года линия открылась для пассажиров.

## Пересадки
| Пересадка на линию                | Со станции      | На станцию      |
| --------------------------------- | --------------- | --------------- |
| Линия 1                           | Киразлы         | Киразлы         |
| Линия 7                           | Махмутбей       | Махмутбей       |
| Линия 9                           | Икителли Санайи | Икителли Санайи |
| Метробус и Линия 1                | Инджирли        | Инджирли        |
| Мармарай и Скоростной Поезд (YHT) | Площадь Свободы | Площадь Свободы |

## Станции
|    | Станция                              | Район        | Пересадка                               |
| -- | ------------------------------------ | ------------ | --------------------------------------- |
| 1  | Бакыркёй Сахил                       | Бакыркёй     | İDO (морские автобусы Стамбула)         |
| 2  | Площадь Свободы                      | Бакыркёй     | Мармарай и YHT (Высокоскоростной поезд) |
| 3  | Инджирли                             | Бакыркёй     | Линия 1А и Метробус                     |
| 4  | Хазнедар                             | Бахчелиэвлер |                                         |
| 5  | Илькюва                              | Бахчелиэвлер |                                         |
| 6  | Йылдызтепе                           | Багджылар    | в разработке                            |
| 7  | Молла Гюрани                         | Багджылар    |                                         |
| 8  | Киразлы                              | Багджылар    | Линия 1в                                |
| 9  | Енимахалле                           | Багджылар    |                                         |
| 10 | Махмутбей                            | Багджылар    | Линия 7                                 |
| 11 | ИСТОЧ                                | Багджылар    |                                         |
| 12 | Икителли Санайи                      | Башакшехир   | Линия 9                                 |
| 13 | Тургут Озал                          | Башакшехир   |                                         |
| 14 | Сителер                              | Башакшехир   |                                         |
| 15 | Бащак Конутлары                      | Башакшехир   |                                         |
| 16 | Башакшехир - Метрокент               | Башакшехир   |                                         |
| 17 | Онуркент                             | Башакшехир   |                                         |
| 18 | Городская Больница (Шехир Хастанеси) | Башакшехир   |                                         |
| 19 | Топлу Конутлар                       | Башакшехир   |                                         |
| 20 | Центр Каяшехира                      | Башакшехир   | Линия 11 (в будущем)                    |

## Подвижной состав
На линии работают 20 поездов производства французской компании Alstom.